# Let Me Go (canción de Hailee Steinfeld y Alesso)
«Let Me Go» es una canción de la cantante estadounidense Hailee Steinfeld y el productor discográfico sueco Alesso, en colaboración con el dúo estadounidense de música country Florida Georgia Line y el cantante y compositor estadounidense Watt. Fue escrita por Ali Tamposi, Brian Lee, Jamie Lidell, Alesso y Watt, y la producción estuvo a cargo de los dos últimos. La canción se estrenó a través de Republic Records el 8 de septiembre de 2017.

## Antecedentes
El 5 de septiembre de 2017, Republic Records confirmó la colaboración y reveló su lanzamiento y la fecha de emisión de radio. El 7 de septiembre de 2017, Steinfeld publicó teasers en las redes sociales, anunciando oficialmente la fecha de lanzamiento de la canción.

## Recepción crítica
David Rishty de Billboard calificó la canción como una "colaboración alucinante", y sintió que "tiene todos los ingredientes correctos para que sus letras se queden atrapadas rápidamente en su cabeza". Kat Bein, de la misma revista, la consideró "una balada pop lista para la radio",  "una canción de ruptura para sentirse bien con el pop y el country". Él opinó que suena similar a la canción de 2016 de Kygo «Carry Me».  Brittany Provost de EDMTunes la llamó "una pista sorprendentemente muy pegadiza y optimista". Kelly Brickey, de Sounds Like Nashville, consideró que "suena como el próximo gran éxito del club con FGL y Steinfeld intercambiando versos por una canción de amor".

## Posicionamiento en listas
| Listas (2017-2018)                          | Mejor posición |
| ------------------------------------------- | -------------- |
| Alemania (Media Control Charts)             | 78             |
| Australia (ARIA)                            | 12             |
| Austria (Ö3 Austria Top 40)                 | 52             |
| Bélgica (Ultratop) Flanders                 | 4              |
| Bélgica (Ultratop) Wallonia                 | 13             |
| Canadá (Canadian Hot 100)                   | 18             |
| Canadá Hot AC (Billboard)                   | 41             |
| Canadá CHR/Top 40 (Billboard)               | 26             |
| Escocia (Official Charts Company)           | 30             |
| Eslovaquia (Singles Digitál Top 100)        | 20             |
| Estados Unidos (Billboard Hot 100)          | 40             |
| Estados Unidos (Adult Top 40)               | 25             |
| Estados Unidos (Hot Dance/Electronic Songs) | 2              |
| Estados Unidos (Mainstream Top 40)          | 14             |
| Hungría (Radios Top 40)                     | 15             |
| Hungría (Stream Top 40)                     | 16             |
| Irlanda (IRMA)                              | 18             |
| Italia (FIMI)                               | 69             |
| Malasia (RIM)                               | 11             |
| México Inglés Airplay (Billboard)           | 47             |
| Noruega (VG-lista)                          | 40             |
| Nueva Zelanda (RMNZ)                        | 14             |
| Países Bajos (Single Top 100)               | 33             |
| Portugal (AFP)                              | 27             |
| Reino Unido (UK Singles Chart)              | 30             |
| Suecia (Sverigetopplistan)                  | 35             |
| Suiza (Schweizer Hitparade)                 | 60             |

## Certificaciones
| País (organismo certificador) | Certificación | Unidades certificadas |
| ----------------------------- | ------------- | --------------------- |
| Australia (ARIA)              | 2x Platino    | 140 000               |
| Brasil (Pro-Música Brasil)    | Platino       | 40 000                |
| Canadá (Music Canada)         | 3x Platino    | 240 000               |
| Dinamarca (IFPI)              | Oro           | 45 000                |
| Estados Unidos (RIAA)         | Platino       | 1 000 000             |
| Italia (FIMI)                 | Platino       | 50 000                |
| Nueva Zelanda (RIANZ)         | Platino       | 30 000                |
| Portugal (AFP)                | Oro           | 5 000                 |
| Reino Unido (BPI)             | Oro           | 400 000               |
| Suecia (GLF)                  | 2x Platino    | 80 000                |

## Historial de lanzamiento
| País           | Fecha                    | Formato                     | Discográfica      | Ref    |
| -------------- | ------------------------ | --------------------------- | ----------------- | ------ |
| Varios         | 8 de septiembre de 2017  | Descarga digital, Streaming | Republic Records  | [ 45 ] |
| Estados Unidos | 12 de septiembre de 2017 | Contemporary hit radio      | Republic Records  | [ 46 ] |
| Italia         | 29 de septiembre de 2017 | Contemporary hit radio      | Universal Records | [ 47 ] |